# 八条隆祐
八条 隆祐（はちじょう たかさち / たかよし）は、幕末から明治期の公卿。孝明天皇の諡号の勘申者。
父は参議八条隆礼。妻は左近衛権中将西四辻公尹の長女・愛姫。子は八条隆声。

## 経歴
安政5年3月（1858年）、日米修好通商条約締結の勅許案を巡り、中山忠能・大炊御門家信・広幡忠礼・四辻公績・正親町三条実愛・正親町実徳・三条西季知・日野資宗・庭田重胤・中院通富・橋本実麗・野宮定功と共に、案文の変更を求めた。
慶応4年閏4月21日（1868年6月11日）権大納言に任ぜられ、翌日に辞退している。

## 年譜
- 1799年 従五位下
- 1803年 従五位上
- 1803年 近江権守
- 1807年 正五位下
- 1811年 従四位下
- 1815年 従四位上
- 1818年 右近衛権少将
- 1819年 正四位下
- 1825年 左近衛権中将
- 1825年 従三位
- 1829年 正三位
- 1857年 従二位
- 1857年-1859年 参議
- 1859年 踏歌外弁
- 1863年-1864年 権中納言
- 1867年 正二位
- 1868年 権大納言

## 著作物
- 弘化三・四年准后御肝煎備忘抜書 早稲田大学蔵
- 八条隆祐卿手録 東京大学蔵（東京大学史料編纂所 データベース デジタルアーカイヴで閲覧可能。新撰組についての記載があるため研究には重宝される。）

## 系譜
- 父：八条隆礼
- 母：家女房
- 妻：西四辻公尹の娘
  - 女子：愛姫
  - 女子：八条祐子（梅園実紀室）
- 家女房
  - 男子：八条隆声（1826年 - 1862年）